# John Glascock
John Glascock (Islington, 2 de maio de 1951 — Londres, 17 de novembro de 1979) foi um baixista britânico.

## Biografia
Começou sua carreira musical tocando com Mick Taylor em um grupo chamado Juniors. Participou de outras bandas, e em 1975 entrou para o Jethro Tull e seu primeiro álbum com o grupo foi Too Old to Rock 'n' Roll: Too Young to Die!. Em 1977, gravou Songs from the Wood, com mais influências folk. No álbum Heavy Horses de 1978, John fez uma excelente atuação com as músicas "Journeyman" e "Heavy Horses". Nesse mesmo ano, o Jethro Tull fez sua turnê pela Europa e Estados Unidos, sendo que durante a última John não pôde comparecer à maioria dos shows, inclusive no show histórico do Tull no Madison Square Garden em Nova York, pois estava em um tratamento em Blackpool. Nessa turnê, ele foi substituído temporariamente por Tony Willians.
Os problemas cardíacos de Glascock se tornaram evidentes quando ele foi incapaz de se apresentar na turnê de Heavy Horses. Apesar de diagnosticado com danos na válvula cardíaca provocados por uma infecção, ele manteve seu estilo de vida, que envolvia excesso de bebidas e festas. Sua saúde continuou a deteriorar. Ian Anderson tentou aconselhá-lo antes de finalmente afastá-lo durante a produção de Stormwatch, completando a maioria das gravações de baixo por conta própria. Durante a subseqüente turnê promocional do álbum, realizada com um baixista substituto, Anderson ficou sabendo da morte de Glascock e teve de dar a notícia à banda. Barriemore Barlow, amigo mais próximo do baixista no grupo, ficou devastado, deixando a banda no final da turnê.
Embora pouco conhecido hoje em dia, John Glascock é considerado um dos baixistas mais influentes dos anos 70. Foi substituído por Dave Pegg.